# 红河 (1948年电影)
《紅河劫》（英語：Red River）是美國電影導演霍華·霍克斯在1948年完成的電影，由約翰·韋恩與蒙哥馬利·克利夫特（Montgomery Clift）主演。

## 劇情
托马斯·邓森想在德克萨斯州建立一个养牛场。在和助手纳丁·格鲁特开始德克萨斯之旅后不久，邓森得知他的爱人芬在一次印第安人袭击中被杀。此前他让芬留在开往加利福尼亚的马车上，并说他以后会派人去找她。
那天晚上，邓森和格鲁特抵挡住了印第安人的攻击。在一个印第安人的手腕上，邓森发现了他已故母亲留给他的手镯，这是他离开火车时交给芬的。第二天，一个名叫马修·加斯的孤儿（米基·庫恩 饰）误入邓森和格鲁特的营地。他是马车上的唯一幸存者，邓森收养了他。
邓森、格鲁特和马修渡过红河进入德克萨斯。他们在德克萨斯南部的格蘭德河附近定居。14年过去了，邓森的养牛场全面运作了起来，但由于内战后美国南部的普遍贫困，他破产了。他决定把他庞大的牛群往北赶几百英里到密苏里州塞达利亚的铁路末端，他相信在那里会卖个好价钱。邓森在雇了职业枪手谢里·瓦兰斯等人帮忙后，开始向北行进。
一路上，他们遇到了许多麻烦。其中一个人邦克·肯尼利在偷糖吃时闹出响动，引发牛群踩踏事件，导致了丹·拉蒂莫的死亡。邓森想用鞭子抽打邦克作为惩罚，但邦克拔出了枪。马修开枪打伤了邦克，可能救了他的命，因为邓森肯定也会开枪杀他的。邦克被解雇并被遣散回家。邓森告诉马修，他很软弱，因为他没有杀人。
继续赶路，瓦兰斯说铁路已经修到堪萨斯州的阿比林，那里比塞达利亚近得多。邓森确认瓦兰斯实际上没有亲眼看到铁路，他没有理会这个传言，而是继续前往密苏里。
邓森暴虐的领导风格开始影响到他的手下，他枪杀了三名试图退出的赶车人。在邓森宣布他打算对两名偷窃物资、试图开小差并被瓦兰斯抓住的人处以私刑后，马修叛变了。在牛仔们的支持下，他控制了牛群，沿着奇肖姆小道把牛群赶到他们希望中的阿比林铁路末端。瓦兰斯和巴斯特成为他的得力助手。邓森诅咒马修，并发誓再见面就会杀死他。车子转向阿比林，把邓森甩在后面。
在前往阿比林的路上，马修和他的手下击退了印第安人对一列搭载赌徒和舞女的马车的袭击。他们救下苔丝·米莱等人。苔丝爱上了马修。他们在一起过了一夜，他把邓森母亲的手镯送给她。他急于赶在邓森之前去阿比林，一大早就离开了，就像14年前邓森在马车上离开他的爱人一样。
后来，苔丝遇到了邓森，邓森跟踪了马修的足迹，现在看到苔丝戴着他母亲的手镯。他疲惫而激动地告诉苔丝，他最想要的是一个儿子。她提出，如果他愿意放弃对马修的追赶，就为他生一个。邓森在她身上看到了芬离开她时所表达的痛苦，并决定在苔丝的陪同下继续追赶他。
当马修到达阿比林时，他发现镇上的人一直在等待这样一个牛群的到来，以便购买。他接受了购买牛群的报价，并再次见到了苔丝。第二天早上，邓森带着他的队伍来到了阿比林。邓森和马修开始拳脚相向，苔丝打断了他们，要求他们认识到他们之间的情谊。达成和解后，邓森建议马修与苔丝结婚。

## 演員
- 約翰·韋恩
- 蒙哥馬利·克利夫特
- 沃尔特·布伦南